# 鄭惠英
鄭惠英（1973年12月14日—），韓國女演員。1993年SBS第3期公開徵選演員。

## 演出作品

### 電視劇
- 1995年：SBS《墮落天使》
- 2002年：KBS《在你身邊真好》
- 2003年：MBC《天鵝湖》
- 2004年：MBC《火鳥》飾演 尹美蘭
- 2005年：MBC《律師們》飾演 金珠希
- 2006年：MBC《90天，相愛的時間》飾演 朴貞蘭
- 2008年：MBC《伊甸園之東》飾演 珍妮絲
- 2008年：MBC《聚光燈》飾演 金美熙
- 2009年：MBC《一枝梅歸來》
- 2010年：MBC《惡作劇之吻》飾演 黃晶熙
- 2013年：MBC《九家之書》飾演 千秀蓮
- 2018年：MBC《離別已別離》飾演 金世英
- 2019年：tvN《成為王的男人》飾演 允心
- 2021年：JTBC《雪降花》飾演 趙誠心
- 2022年：tvN《明星經紀人生存記》飾演 宋銀河
- 2022年：JTBC《財閥家的小兒子》飾演 李海仁
- 2023年：JTBC《戀愛不可抗力》飾演 宋允珠
- 2025年：tvN《瑞草洞》飾演 姜晸允

### 電影
- 2012年：《拍手痞子》

## 獲獎
- 1996年：SBS演技大賞－新人獎
- 2004年：MBC演技大賞－女子優秀演技獎
- 2018年：MBC演技大賞－配角獎

## 外部連結
- Jung Hye-young YG娛樂官網 （页面存档备份，存于） 
- 鄭慧英-BLOG （页面存档备份，存于）
- 鄭惠英的Instagram帳戶